# Emiliano Zapata (Carmen)
Emiliano Zapata es una localidad costera ubicada en el Municipio del Carmen en el estado mexicano de Campeche. Esta localidad pertenece a la Sección Municipal de Atasta.

## Historia
Al triunfo del Ejército Constitucionalista sobre el gobierno usurpador de Huerta, se eligió como máxima autoridad en Campeche el lagunero carrancista Joaquín Mucel Acereto. Desde el inicio de sus gestiones (1914), empezaron a repartirse en Atasta los primeros ejidos. Al hacer oficial la dotación, se tomaron las primeras dos fincas: una parte de Cerrillos y otra de San Antonio del Pom, ambas propiedad de Ana Niévez (hija de Victoriano Niévez).
Hacia 1933, sobre las dos mismas fincas de Cerrillos y San Antonio del Pom en Atasta, se amplió el reparto ejidal. Era presidente municipal de Carmen el socialista Andrés Guilliani. Más adelante, en la misma península se afectaron las fincas de los señores Zepeda y Gutiérrez de donde surgió el ejido de Viento Fresco (actual Nuevo Progreso).
Poco después se fundó la colonia Emiliano Zapata, ejido solicitado por unos trabajadores que laboraban en el corte de madera, en la zona cercana a la costa, para un señor Samberino que instaló un aserradero y al terminarse lo de la madera, varios de aquellos trabajadores decidieron quedarse a trabajar en la agricultura.
Según versiones de algunos de sus habitantes, el actual ejido de Emiliano Zapata, antes llamado La Trinidad, eran tierras pertenecientes a una familia de Apellido Repetto, en las cuales abundaban las maderas como la caoba y el cedro, incluso mencionan la existencia de un aserradero donde se explotaban estas maderas preciosas; posteriormente llegaron algunas familias sobre todo del estado de Tabasco entre ellas se destaca la familia Hernández Salvador,
una de las fundadoras de la localidad.

## Ubicación
La localidad de Emiliano Zapata se ubica en la costa del litoral del Golfo de México, a 6 kilómetros, al extremo norte de Nuevo Progreso, a 17.5 kilómetros al este del límite con el Estado de Tabasco y a 66 kilómetros al oeste de la Cabecera Municipal de Carmen.

## Población
Emiliano Zapata Según datos del II Conteo de Población y Vivienda 2005 cuenta con una población de 1126 habitantes de los cuales 586 son varones y 540 mujeres, 621 son mayores de 18 años (55% del total).

## Infraestructura
La infraestructura se refiere a las obras que dan el soporte funcional para otorgar bienes y servicios óptimos para el funcionamiento y satisfacción de una totalidad social, dentro de una connotación cultural determinada. 
La localidad de Emiliano Zapata cuenta con un pozo y una bomba que abastece del vital líquido a la población, sin embargo de acuerdo a los entrevistados a pesar de ser una obra reciente del Gobierno del Estado de Campeche aún no funciona adecuadamente y a su total capacidad, el tanque elevado tampoco funciona correctamente el servicio, en relación con el pago de este servicio se realiza en la Comisaría de la localidad.

## Tradiciones
Las fiestas del pueblo se llevan a cabo el día 30 de septiembre, fecha en que celebran la fundación del ejido y el 4 de octubre cuando celebran las fiestas en honor al patrono del pueblo.

## Comunicaciones y transportes
Esta localidad se encuentra situada aproximadamente a 66 kilómetros de la cabecera municipal (Ciudad del Carmen), Emiliano Zapata es un centro urbano ubicado en la Península de Atasta, un kilómetro al oeste de Nuevo Progreso por la carretera federal 180 y después de desviarse por brecha durante 5.7 kilómetros.
En cuanto a medios de comunicación se tienen los servicios de Telmex para larga distancia y la cobertura de telefonía celular es limitada.
Los medios de transporte más usuales son los taxis y mototaxis.
Los lugares a los que frecuentemente viajan para abastecerse o realizar alguna otra diligencia son Frontera, Nuevo Progreso y Ciudad del Carmen.

## Economía
Las principales actividades económicas de la comunidad son la pesca, la agricultura, ganadería y los trabajos en compañía.

### Agricultura
Se cultiva principalmente hortalizas como tomate, yuca, camote entre otros y frutales, se cultiva dos veces al año.

### Ganadería
En relación con la ganadería predomina el ganado bovino, porcino y la cría de aves de corral.

### Pesca
En la actividad pesquera se captura principalmente camarón blanco y especies como robalo y chopa que se comercializan en la misma comunidad o con gente de Nuevo Progreso que llega a comprar la captura, de noviembre a febrero son las temporadas más productivas para la pesca de escama y de junio a agosto para la pesca del camarón, sin embargo la pesca ha disminuido debido a múltiples factores.

## Migración
De acuerdo con el INEGI, la migración es el cambio de lugar de residencia habitual desde una entidad federativa o país de origen a otra(o) de destino.
La falta de empleo ha originado que la gente emigre a otros lugares en busca de otras oportunidades, Emiliano Zapata no es la excepción, la población de esta localidad ha emigrado principalmente a Ciudad del Carmen en busca de mejores oportunidades de vida.